# San Lorenzo Bellizzi
San Lorenzo Bellizzi – miejscowość i gmina we Włoszech, w regionie Kalabria, w prowincji Cosenza.
Według danych na rok 2004 gminę zamieszkiwały 904 osoby, 23,8 os./km².